# Kosteanî, Lîpova Dolîna
Kosteanî (în ucraineană Костяни) este un sat în comuna Koleadîneț din raionul Lîpova Dolîna, regiunea Sumî, Ucraina.

## Demografie
Componența lingvistică a localității Kosteanî
     Ucraineană (100%)
Conform recensământului din 2001, toată populația localității Kosteanî era vorbitoare de ucraineană (100%).